# Johann August Grunert
Johann August Grunert (n. 7 februarie 1797 la Halle (Saale) - d. 7 iunie 1872 la Greifswald) a fost un matematician german.
A început studiile în orașul natal și le-a continuat la Göttingen.
A fost profesor de matematică și fizică la Colegiul de la Targan, apoi la Școala Militară și membru în Comisia de examinare a elevilor militari.
În 1828 intră că profesor de matematică la Brandenburg, apoi în 1833 la Universitatea din Greifswald, de unde se transferă la Academia din Eldena, la Catedra de Matematică Teoretică și Practică.
În 1841 a înființat revista Archiv der Mathematik, a cărei apariție a încetat în 1920.

## Activitate științifică
A determinat semnele funcțiilor trigonometrice sinus și cosinus în cercul unitar.
A studiat sistematic trigonometria sferică, creată de Alexis-Claude Clairaut în 1733.
A studiat secțiunile conice.
S-a ocupat și de statistică, de analiză superioară și de unele probleme de astronomie.

## Scrieri
- 1822: Mathematische Abhandlungen (Altona);
- 1824: Lehrbuch der Kegelschnitte;
- 1826: Die Statik fester Körper (Halle)
- 1833: Sphäroidische Trigonometrie (Berlin);
- 1837: Elemente der Differential und Integralrechnung (Leipzig);
- 1843: Géométrie plane, Stéréométrie, Trigonométrie plane et géodésie;
- 1850: Lehrbuch der Mathmatik für die obern Klassen (Brandenburg).